# Sonnewalde

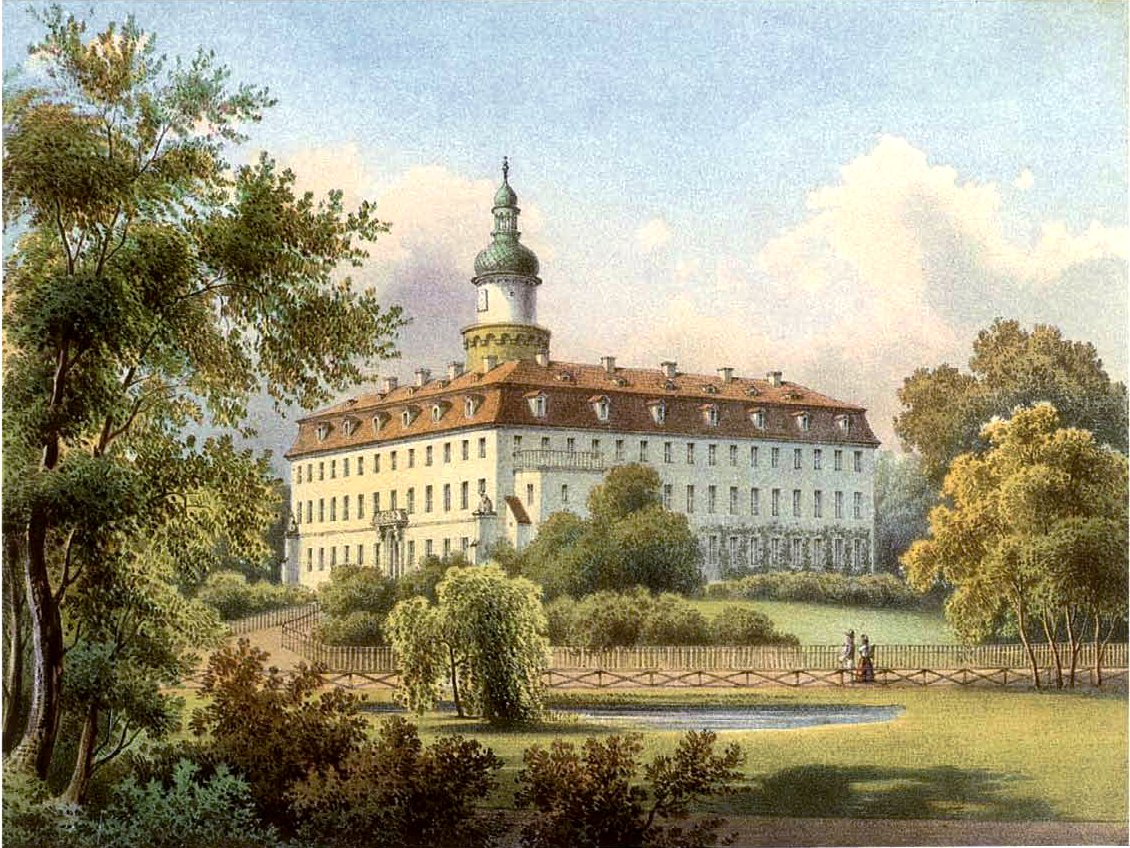
Schloss Sonnewalde um 1861/62, Sammlung Alexander Duncker, 1947 durch Brandstiftung zerstört

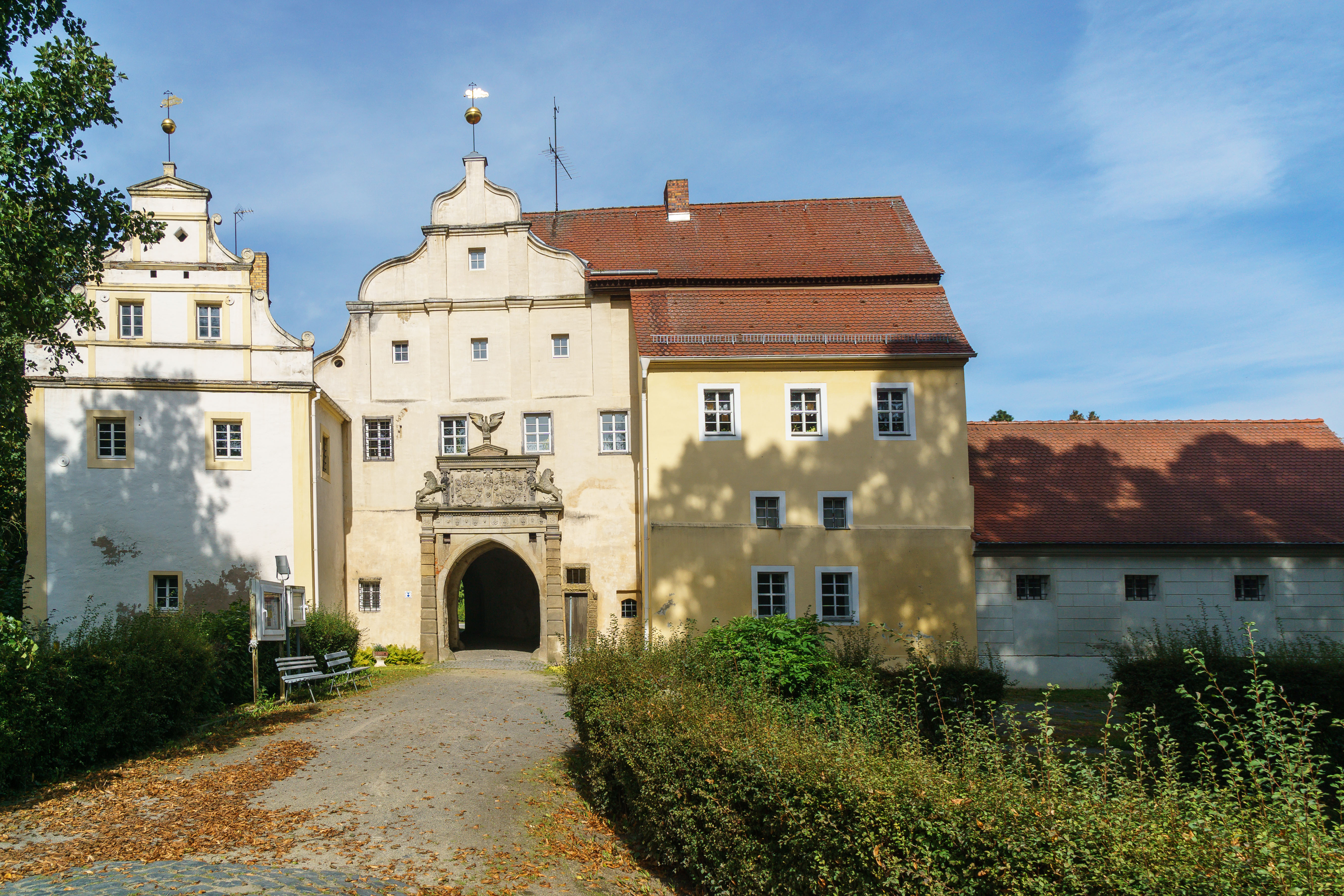
Schloss Sonnewalde, Vorderschloss

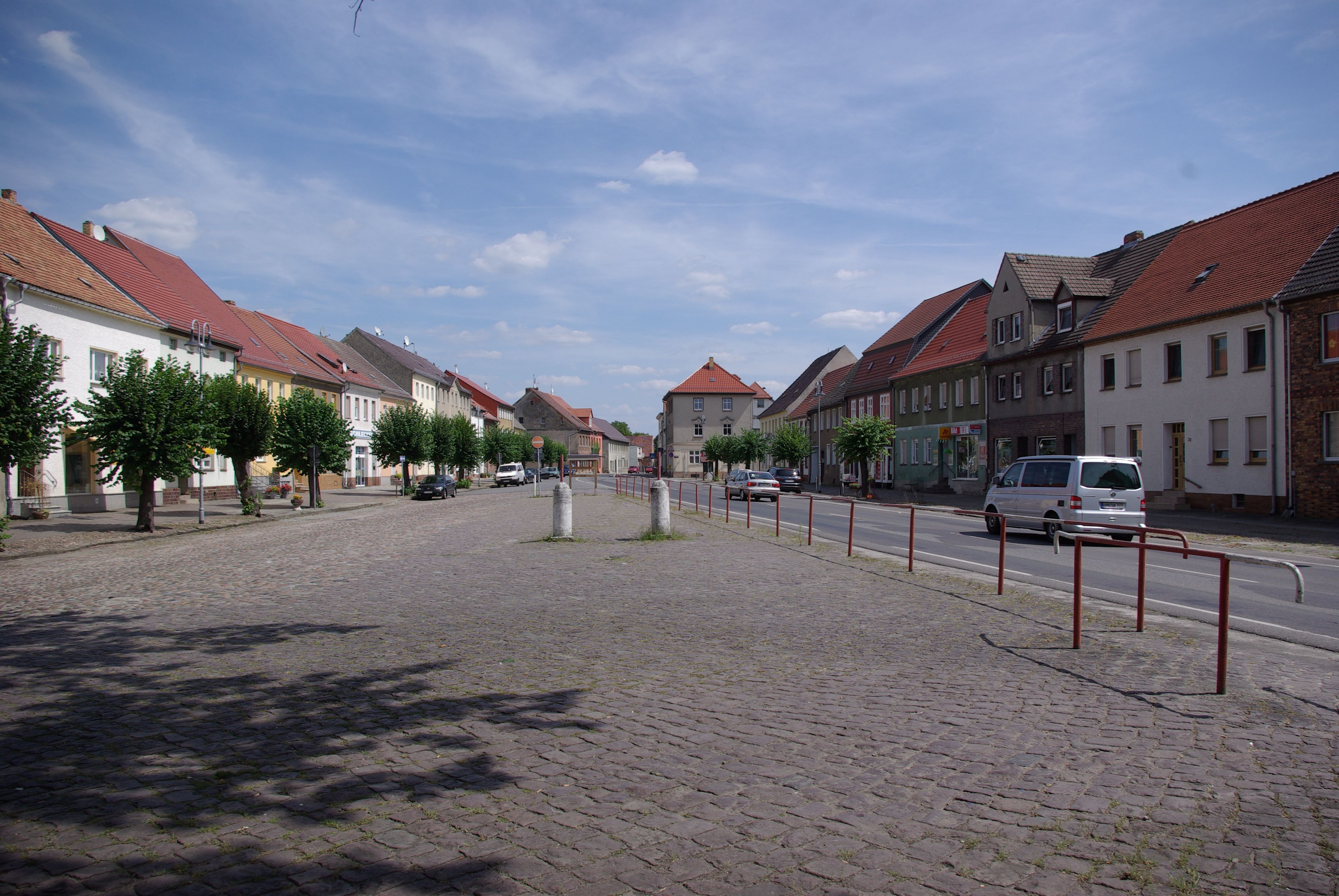
Markt in Sonnewalde

Sonnewalde (niedersorbisch Groźišćo) ist eine Stadt im Landkreis Elbe-Elster in Brandenburg.

## Stadtgliederung
Die Gemeinde Sonnewalde besteht aus 17 Ortsteilen:
- Birkwalde (bis 30. Oktober 1937 Presehna[5])
- Breitenau
- Brenitz
- Dabern
- Friedersdorf
- Goßmar
- Großbahren
- Großkrausnik
- Kleinbahren
- Kleinkrausnik
- Möllendorf
- Münchhausen-Ossak
- Pahlsdorf
- Pießig
- Schönewalde
- Sonnewalde
- Zeckerin

## Geschichte
Sonnewalde wurde 1255 erstmals in einer Verkaufsurkunde zwischen Johannes von Sunnenwalde und dem Kloster Dobrilugk erwähnt. Die Stadt dürfte jedoch als wendische Sumpfburg, ähnlich der Slawenburg Raddusch, weitaus älter sein, auch die deutsche Besiedlung und der Ausbau zum Burgwardium fanden sicherlich noch weit vor der Ersterwähnung statt. Die Herkunft derer von Sunnenwalde ist nicht mehr klärbar. Sie verkauften jedoch die Herrschaft Sunnenwalde zwischen 1318 und 1328 an die Familie de Ileburg, die eine Hälfte der Herrschaft Sonnewalde in der 2. Hälfte des 15. Jahrhunderts an die von Kolditz abgaben. 1364 verkaufte Kurfürst Otto von Wittelsbach die Mark Lausitz an das Königreich Böhmen.
Im Jahr 1481 erwarb der Hofmarschall Hans von Minckwitz Sonnewalde für 28.000 Gulden vom sächsischen Herzog Albrecht, der die Herrschaft 1477 von den Ileburgern gekauft hatte und sich damit mit dem Königreich Böhmen anlegte, welches die Lausitz und damit auch Sonnewalde als dem Königreich Böhmen zugehörig betrachtete. Durch diesen Streit begannen für das Städtchen unruhige Zeiten, da immer wieder Auseinandersetzungen drohten. Eine relative Berühmtheit erlangte Sonnewalde dann nach 1517, als Nickel von Minckwitz, der Sohn des Hofmarschalls, als einer der ersten in Sonnewalde den lutherischen Glauben einführte. Damit legte er sich mit dem sächsischen und den böhmischen Fürsten an und verlor infolgedessen das Lehen über Sonnewalde.
Am 21. März 1537 wurde Sonnewalde für 40.000 Gulden an den Grafen Philipp von Solms-Lich verkauft, womit die Linie derer von Solms-Sonnenwalde begründet wurde, die bis 1918 die Standesherrschaft Sonnewalde innehatten und den Besitz bis zur Enteignung 1945 hielten. Graf Otto erbaute um die Wende vom 16. zum 17. Jahrhundert das Schloss mit großem Aufwand neu.
In der Folgezeit stabilisierte sich die Lage in Sonnewalde, die Stadt erfuhr einen Bedeutungsaufschwung und prosperierte bis zum Dreißigjährigen Krieg. Die ersten Kriegsjahre konnte Sonnewalde relativ unbeschadet überstehen und bot den Bewohnern der umliegenden Dörfer sowie auch denen der Städte Finsterwalde, Doberlug und Kirchhain aufgrund ihrer sehr guten Befestigung Schutz. Am 22. April 1642 wurde Sonnewalde jedoch durch Verrat von den Schweden eingenommen, die die Stadt plünderten und vollständig in Brand steckten. In den Folgejahren war die Stadt den Schrecken des Krieges schutzlos ausgeliefert. Die Einwohnerzahl sank von 1665 im Jahr 1620 auf 726 im Jahre 1648.
Durch Beschluss des Wiener Kongresses von 1815 wurde die Niederlausitz preußisch, das Markgraftum wurde aufgelöst und das Gebiet der Niederlausitz der Provinz Brandenburg angeschlossen. Sonnewalde gehörte zum Kreis Luckau. Die Standesherrschaft Sonnewalde mit Peterhof, Clementinenhof, Georgshof, Kleinkraußnigk, Anteile in damals Wendisch Drehna sowie Zeckerin hatte um 1929 eine Gesamtgröße von 5053 ha. Auf den einzelnen Rittergütern arbeiteten der Rentmeister an der Spitze, Verwalter und Förster und zwei Pächter. Eigentümer war, bis zur Bodenreform 1945/1946, Wilhelm Graf zu Solms-Sonnenwalde.
1952 wurde die Stadt in den Kreis Finsterwalde im DDR-Bezirk Cottbus eingegliedert (1990–1993 wieder im Land Brandenburg). Seit der Kreisreform 1993 liegt sie im Landkreis Elbe-Elster.
Ortsname
Die Bedeutung des Namens ist nicht eindeutig belegt, es gibt drei Deutungen. Die naheliegendste als sonniger Ort im Wald scheint dabei jedoch die unwahrscheinlichste und entstand wohl erst nach 1500. Die ältesten Wappen der Stadt zeigen auch keine Sonne, sondern einen belaubten Baum im dreieckigen Schild. Eine zweite Variante geht auf den mittelalterlichen Namen Sunno zurück und würde den Ortsnamen als Stadt des Sunno erklären. So sind auch mittelalterliche Schreibweisen als Sunnowalde oder Sunnewalde erklärbar. Die dritte Deutung leitet sich aus einer Sage her, der zufolge König Otto I. im Jahr 950 mit dem Markgrafen Gero in der Umgebung jagte. Daraufhin erschien der aufrührerische Sohn Ottos, Ludolph, und bat den späteren Kaiser um Sühne, die ihm gewährt wurde. Daraufhin wurde der Ort auf Deutsch Sunewald genannt.
Der sorbische Name Groźišćo bedeutet Burgstätte oder Befestigung.
Eingemeindungen
Acht Gemeinden wurden 2002 nach Sonnewalde eingegliedert. 2003 folgten zwei weitere Gemeinden.
Vorher fanden in den Jahren 1973, 1977, 1978 und 1998 Eingemeindungen auf dem Gebiet der jetzigen Gemeinde Sonnewalde statt.
| Ehemalige Gemeinde        | Sorbisch-wendische  | Datum              | Anmerkung                                 |
| ------------------------- | ------------------- | ------------------ | ----------------------------------------- |
| Bahren                    | Bóryń               | 1. Mai 2002        |                                           |
| Brenitz                   | Bronice             | 1. Mai 2002        |                                           |
| Birkwalde früher Presehna | Brjazyna            | 1. Oktober 1973    | Eingemeindung nach Breitenau              |
| Breitenau                 | Bretna              | 26. Oktober 2003   |                                           |
| Dabern                    | Dobryń              | 1. Januar 1978     | Eingemeindung nach Goßmar                 |
| Friedersdorf              | Bedrichojce         | 1. Mai 2002        |                                           |
| Goßmar                    | Gósmar              | 1. Mai 2002        |                                           |
| Großbahren                | Bóryń               | 1. September 1977  | Zusammenschluss mit Kleinbahren zu Bahren |
| Großkrausnik              | Wjelika Kšušwica    | 1. Mai 2002        |                                           |
| Kleinbahren               | Bóryńk              | 1. September 1977  | Zusammenschluss mit Großbahren zu Bahren  |
| Kleinkrausnik             | Mała Kšušwica       | 1. Mai 2002        |                                           |
| Möllendorf                |                     | 1. Oktober 1973    | Eingemeindung nach Breitenau              |
| Münchhausen               |                     | 26. Oktober 2003   |                                           |
| Ossak                     | Wósek dial. Wóseńck | 1. Oktober 1973    | Eingemeindung nach Münchhausen            |
| Pahlsdorf                 | Palice              | 1. Mai 2002        |                                           |
| Pießig                    | Pěski               | 1. Januar 1978     | Eingemeindung nach Goßmar                 |
| Schönewalde               | Běły Gózd           | 27. September 1998 | Eingemeindung nach Münchhausen            |
| Zeckerin                  | Zagorin             | 1. Mai 2002        |                                           |

## Bevölkerungsentwicklung
| Jahr | Einwohner |
| ---- | --------- |
| 1875 | 1 298     |
| 1890 | 1 260     |
| 1910 | 1 213     |
| 1925 | 1 081     |
| 1933 | 1 143     |
| 1939 | 1 163     |

| Jahr | Einwohner |
| ---- | --------- |
| 1946 | 1 498     |
| 1950 | 1 435     |
| 1964 | 1 274     |
| 1971 | 1 288     |
| 1981 | 1 239     |
| 1985 | 1 208     |

| Jahr | Einwohner |
| ---- | --------- |
| 1990 | 1 202     |
| 1995 | 1 121     |
| 2000 | 1 093     |
| 2005 | 3 673     |
| 2010 | 3 452     |
| 2015 | 3 319     |

| Jahr | Einwohner |
| ---- | --------- |
| 2020 | 3 154     |
| 2021 | 3 153     |
| 2022 | 3 162     |
| 2023 | 3 176     |
| 2024 | 3 120     |

Gebietsstand des jeweiligen Jahres, Einwohnerzahl: Stand 31. Dezember (ab 1991),, ab 2011 auf Basis des Zensus 2011, ab 2022 auf Basis des Zensus 2022 

## Politik

### Stadtverordnetenversammlung
Die Stadtverordnetenversammlung von Sonnewalde besteht aus 16 Stadtverordneten und dem hauptamtlichen Bürgermeister als stimmberechtigtem Mitglied. Die Kommunalwahl am 9. Juni 2024 führte bei einer Wahlbeteiligung von 78,1 % zu folgendem Ergebnis:
| Partei / Wählergruppe                                   | Stimmenanteil 2019 | Sitze 2019 |  | Stimmenanteil 2024 | Sitze 2024 |
| ------------------------------------------------------- | ------------------ | ---------- |  | ------------------ | ---------- |
| CDU                                                     | 30,7 %             | 5          |  | 33,9 %             | 6          |
| Unabhängige Wählergemeinschaft Sonnewalde/Umland (UWSU) | 33,4 %             | 5          |  | 27,4 %             | 4          |
| AfD                                                     | 19,1 %             | 3          |  | 24,3 %             | 3          |
| Einzelbewerber Denny Rose                               | 04,8 %             | 1          |  | 07,5 %             | 1          |
| Einzelbewerberin Franziska Deißing                      | –                  | –          |  | 04,9 %             | 1          |
| Die Linke                                               | 04,7 %             | 1          |  | 02,1 %             | –          |
| Einzelbewerber Viktor Kohlruß                           | 07,2 %             | 1          |  | –                  | –          |
| Insgesamt                                               | 100 %              | 16         |  | 100 %              | 15         |

Auf die AfD entfielen vier Sitze, von denen einer unbesetzt bleibt, weil die Partei nur drei Kandidaten nominiert hatte.

### Bürgermeister
- 1998–2003: Axel Große (SPD)[18]
- 2003–2011: Silke Neisser (parteilos)[19]
- 2011–2019: Werner Busse (CDU)[20]
- seit 2019: Felix Freitag (Unabhängige Wählergemeinschaft Sonnewalde/Umland)

Freitag wurde in der Bürgermeisterstichwahl am 15. September 2019 mit 54,2 % der gültigen Stimmen gewählt. Seine Amtszeit beträgt acht Jahre.

### Wappen
Das Wappen wurde am 11. Februar 2004 genehmigt.
Blasonierung: „In Blau eine goldene Sonne mit Gesicht und elf Strahlen.“
Das Wappen wurde 2004 vom Heraldiker Frank Diemar einem Redesign unterzogen.
Historisches Wappen
Blasonierung: „In Blau auf grünem Boden eine natürliche Eiche vor einer aufgehenden goldenen Sonne.“
Ein älteres vom Anfang des 18. Jh. zeigt in Blau eine gesichtige Sonne, Siegel aus dem 16. Jh. zeigen einen Baum, solche aus dem 17. Jh. zusätzlich eine Sonne als Beizeichen.

## Sehenswürdigkeiten und Kultur

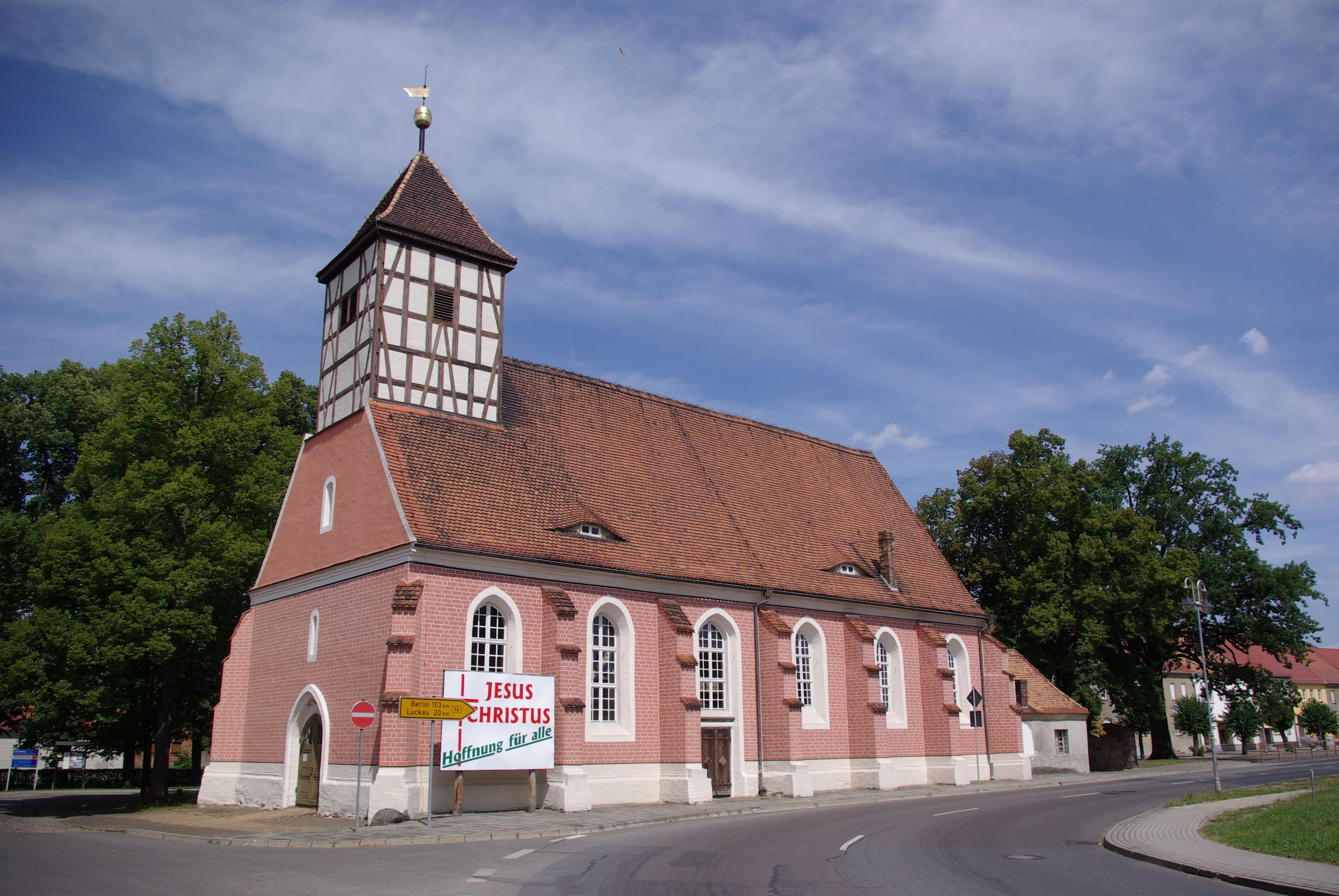
Kirche in Sonnewalde

In der Liste der Baudenkmale in Sonnewalde und in der Liste der Bodendenkmale in Sonnewalde stehen die in der Denkmalliste des Landes Brandenburg eingetragenen Kulturdenkmale.
- Stadtpfarrkirche, entstand Ende des 14./1. Hälfte des 15. Jahrhunderts und wurde nach einem Brand im Jahr 1734 wiederhergestellt. Zur Kirchenausstattung gehört unter anderem ein Altarretabel, das im Altarblatt die Kreuzigung Jesu nach einem Werk Murillos zeigt.
- Schloss Sonnewalde, 1947 abgebrannt, das im Kern erhaltene Vorderschloss aus dem 15. Jahrhundert ist erhalten. An das Schlossareal schließt sich ein Landschaftspark an.
- Dorfkirche Großkrausnik, entstand um 1400 und wurde in der Zeit des Barock um einen Dachreiter erweitert. Im Innenraum steht unter anderem ein barockes Altarretabel aus der Zeit um 1700. Es stammt vom Doberluger Kunsttischler Abraham Jäger.
- Dorfkirche Münchhausen im Jahr 1895 erbaut, im Innern befindet sich eine bauzeitliche Kirchenausstattung
- Niederlausitzer Museumseisenbahn
- Planetenwanderweg

Museen
- Motorradmuseum im Ortsteil Schönewalde
- Heimatmuseum im Unterschloss Sonnewalde
- Dorfmuseum Kleinkrausnik

Regelmäßige Veranstaltungen
- Parkfest Sonnewalde
- Teichfahren in Ossak

Regionalhistorische Forschung
- Sonnewalder Heimatblätter. Jahrbuch für Geschichte und Gegenwart der Stadt Sonnewalde und Umgebung (seit 2000)

## Wirtschaft und Infrastruktur

### Ansässige Unternehmen
Finsterwalder Bau-Union GmbH (FBU) mit Niederlassung Sachsen

### Verkehr
Sonnewalde liegt an der Bundesstraße 96 zwischen Luckau und Finsterwalde.
Der nicht mehr im Personenverkehr bediente Bahnhof Brenitz-Sonnewalde im Ortsteil Brenitz liegt an der Bahnstrecke Berlin–Dresden.

### Bildung
Die Stadt Sonnewalde verfügt über eine Grundschule.

## Söhne und Töchter  der Stadt
- Anna Maria zu Solms-Sonnenwalde (1585–1634), Gräfin von Hohenlohe-Langenburg
- Matthäus Claunigk (1708–1781), Orgelbauer
- Johann Christoph Schröther der Ältere (1747–1822), Orgelbauer
- Carl Gotthold Claunigk (1761–1829), Orgelbauer
- Johann Christoph Schröther der Jüngere (1774–1859), Orgelbauer
- Johann Gottlieb Lehmann (1782–1837), Philologe und Pädagoge
- Benedictus Gotthelf Teubner (1784–1856), Buchhändler und Verlagsgründer, in Großkrausnik geboren
- Gerhard Riebicke (1878–1957), Fotograf
- Hermann Sasse (1895–1976), lutherischer Theologe

## Mit Sonnewalde verbundene Persönlichkeiten
- Wilhelm zu Solms-Sonnenwalde (1787–1859), Besitzer der Standesherrschaft Sonnewalde
- Theodor zu Solms-Sonnenwalde (1814–1890), Besitzer der Standesherrschaft Sonnewalde
- Viktor Christian Konstantin von Solms-Sonnenwalde (1815–1890), preußischer Landrat, lebte in Sonnewalde
- Peter zu Solms-Sonnenwalde (1840–1922), Besitzer der Standesherrschaft Sonnewalde
- Otto zu Solms-Sonnenwalde (1845–1886), preußischer Offizier, lebte in Sonnewalde
- Eberhard Heiße (* 1933), Jugendpfarrer, lebte in Sonnewalde
- Judith Krahl (* 2001), Cyclocross-Radrennfahrerin, in Sonnewalde aufgewachsen